# Rivière-sur-Tarn
 Rivière-sur-Tarn  là một xã ở tỉnh Aveyron, thuộc vùng Occitanie ở miền nam nước Pháp.